# Dolsk (rejon kamieński)
Dolsk (ukr. Дольськ) – wieś na Ukrainie w rejonie kamieńskim obwodu wołyńskiego.
Prywatne miasto szlacheckie Jędrzejów lokowane w 1635 roku, własność Dolskich, położone było w powiecie pińskim województwa brzeskolitewskiego. Wieś szlachecka położona była w końcu XVIII wieku w hrabstwie lubieszowskim w powiecie pińskim województwa brzeskolitewskiego.
Do 2020 w rejonie lubieszowskim. 